# Афанасьєв Анатолій Павлович
Анатолій Павлович Афанасьєв (20 січня 1920, с. Ушаково, Курганська область, Росія — 19 листопада 2004, м.Ужгород, Україна) — російськомовний поет Закарпаття, поет-фронтовик, фольклорист.
| українська література | Це незавершена стаття про українського письменника. Ви можете допомогти проєкту, виправивши або дописавши її. |